# Loricaria nickeriensis
Loricaria nickeriensis är en fiskart som beskrevs av Isbrücker, 1979. Loricaria nickeriensis ingår i släktet Loricaria och familjen Loricariidae. Inga underarter finns listade i Catalogue of Life.